# Aleksandar Aleksandrov (football, 1975)
Pour les articles homonymes, voir Aleksandar Aleksandrov et Aleksandrov.
Aleksandar Yordanov Aleksandrov (en bulgare : Александър Йорданов Александров) (né le 19 janvier 1975 à Plovdiv) est un footballeur bulgare, et joue comme milieu offensif. Il a effectué sa carrière dans différents clubs bulgares et turcs. En 2011, il rejoint le Botev Plovdiv, puis met fin à sa carrière un an après.

## Carrière
Aleksandar Aleksandrov commence sa carrière dans sa ville natale de Plovdiv en 1993, au Maritsa, et y joue jusqu'en 1997. Il rejoint alors le Levski Sofia, un des principaux clubs bulgares. En 2000, il part pour la Turquie et signe à Kocaelispor. Deux ans plus tard, il est recruté par İstanbulspor, où il reste jusqu'en 2005. Il passe ensuite par trois clubs en deux saisons, dans l'ordre Kayserispor, Konyaspor et Ankaragücü.
En 2007, Aleksandrov décide de rentrer en Bulgarie, et signe un contrat à Tcherno More. Après deux saisons, il retourne au Levski Sofia, où il reste également deux ans. En 2011, il rejoint le Botev Plovdiv.
Entre 1999 et 2003, il est appelé dix fois en équipe nationale bulgare.

## Palmarès
- 1 fois champion de Bulgarie en 2000 avec le Levski Sofia.
- 1 fois vainqueur de la Coupe de Bulgarie en 1998 avec le Levski Sofia.
- 1 fois vainqueur de la Coupe de Turquie en 2002 avec Kocaelispor.